# Selemon Barega
Selemon Barega Shirtaga, född 20 januari 2000, är en etiopisk långdistanslöpare.

## Karriär
Vid Världsmästerskapen i friidrott 2019 tog Barega silver på 5 000 meter. Vid olympiska sommarspelen 2020 i Tokyo tog Barega guld på 10 000 meter.
I mars 2022 vid inomhus-VM i Belgrad tog Barega guld på 3 000 meter. I augusti 2023 vid VM i Budapest tog han brons på 10 000 meter.